# Sorbus fansipanensis
Sorbus fansipanensis är en rosväxtart som beskrevs av Mcall.. Sorbus fansipanensis ingår i släktet oxlar, och familjen rosväxter. Inga underarter finns listade i Catalogue of Life.